# 2-es busz (Sopron)
A soproni 2-es jelzésű autóbusz Jereván lakótelep és a Lőver szálló végállomások között közlekedik.

## A Lőverek autóbuszjáratai
Az 1-es és a 2-es autóbuszok már az 1970-es évek-beli menetrendkönyvben is fel vannak tüntetve, és már akkor is a jelenlegihez hasonló módon közlekedtek, de még csak az autóbusz-állomásról indultak alapjáratként, azaz a Frankenburg úti aluljárót követően, az 1-es a Felsőlőver útvonalon át (az uszodát érintve) érte el a Lőver szállót és arra haladt vissza is. A 2-es pedig az Alsólőver útvonalon (az SVSE sportpályát érintve) érkezett a Lőver szállóhoz és ugyanazon útvonalon haladt vissza. 2000. május 27. óta töltik be a mostani hurokjárat szerepüket.
 Az 1-es busz betétjárataként 1A jelzésű busz közlekedett az autóbusz-állomástól a vasútállomásig. A 2-es busz betétjárataként pedig 2A jelzésű busz járt az autóbusz-állomástól Nyugatmajorig (ez ma a 12-es busz Kőszegi úti végállomása).
 1998-ban a Sopron Pláza átadása után a plázától 2P jelzéssel indult egy járat, amely a Jereván lakótelep után a 2-es busz útvonalán ment fel a Lőverekbe, de ez a viszonylat 2000-ben megszűnt.
 2012. április 30-ig a 15-ös és 15A jelzésű buszok is a Lőverek utasforgalmát szolgálták.
2022. október 22-től Sopron város önkormányzatának döntése alapján, az energiaválság következtében jelentős menetrendi változások és járatritkítások léptek érvénybe. A módosítások értelmében az 1-es és 2-es buszok indulásait is jelentősen csökkentették. A két járat együttvéve munkanapokon 20-30, hétvégén pedig 30-60 percenként közlekedik.
 2023. december 10-én új járat indult 23-as jelzéssel, amellyel a napi utolsó 2-es és 3-as buszokat vonták össze. Ez a járat előbb Lőverekbe ment, majd a Bánfalvi úttól a 3-as vonalán Brennbergbányáig közlekedett. A viszonylat 2024. május 1-jén megszűnt.

## Útvonal
| Jereván lakótelep → Lőver szálló |
| --- |
| Jereván lakótelep végállomás – IV. László király utca – Juharfa út – Teleki Pál út – Lackner Kristóf utca – Várkerület – Széchenyi tér – Erzsébet utca – Állomás utca – Mátyás király utca – Csengery utca – aluljáró – Ady Endre út – Béke út – Bajcsy-Zsilinszky utca – Mikoviny utca – Lőver körút – Várisi út – Ojtózi fasor – Lőver szálló végállomás |

| Lőver szálló → Jereván lakótelep |
| --- |
| Lőver szálló végállomás – Ojtózi fasor – Várisi út – Lőver körút – Ady Endre út – aluljáró – Csengery utca – Erzsébet utca – Állomás utca – Mátyás király utca – Széchenyi tér – Várkerület – Lackner Kristóf utca – Teleki Pál út – Juharfa út – Jereván lakótelep végállomás |

## Megállóhelyek
| Távolság (km) | Idő (perc) | Megállóhely neve / korábbi neve(i)                                                        | Idő (perc) | Távolság (km) | Átszállási lehetőségek | Fontosabb nevezetességek, helyek, áruházak és intézmények a közelben |
| ------------- | ---------- | ----------------------------------------------------------------------------------------- | ---------- | ------------- | --- | --- |
| 0             | 0          | Jereván lakótelep                                                                         | 18         | 7,0           | 1, 5, 5A, 5Y, 7, 7B, 7T, 10, 10B, 10Y, 11, 11B, 11Y, 12, 12B, 13, 17, 27, 27A, 27B, 27T                                                                                          | Helyi buszvégállomás |
| 0,3           | 1          | Juharfa út 16.                                                                            | 17         | 6,8           | 1, 5Y, 7, 7B, 7T, 11Y, 12, 12B, 13, 13B, 17, 27, 27B, 27T | |
| 0,7           | 2          | Teleki Pál út 2.                                                                          | 16         | 6,4           | 1, 3Y, 5, 5A, 5B, 5Y, 7, 7A, 7B, 7T, 10, 10B, 10Y, 11Y, 12, 12B, 13, 13B, 17, 27, 27A, 27B, 27T                                                                                  | McDonald’s étterem Sopron Pláza Káposztás utcai Stadion Ibolya-tó |
| 1,5           | 4          | Lackner Kristóf utca, autóbusz-állomás                                                    | 15         | 5,8           | 1, 3, 3Y, 4, 5, 5A, 5B, 5T, 5Y, 7, 7A, 7B, 7T, 8, 10, 10B, 10Y, 11Y, 12, 12B, 13, 13B, 14, 14B, 15, 15A, 17, 21, 27, 27A, 27B, 27T, 32, 33 Helyközi és távolsági autóbuszjáratok | Soproni autóbusz-állomás Soproni Rendőrkapitányság Káposztás utcai Stadion INTERSPAR áruház Vásárcsarnok                                                                                        |
| –             | –          | Várkerület, Festő köz                                                                     | 13         | 5,3           | 1, 3Y, 4, 5, 5A, 5B, 5T, 7, 7A, 7B, 7T, 10, 10B, 10Y, 11Y, 12, 12B, 13, 13B, 14, 14B, 15, 15A, 32, 33                                                                            | Tűztorony Városháza Mária-szobor Szentháromság-szobor Posta Szent György-templom Scarbantia Régészeti Park                                                                                      |
| 2,0           | 5          | Várkerület, Mária-szobor                                                                  | –          | –             | 1, 7, 7A, 7B, 7T, 10, 10B, 10Y, 27, 27A, 27B, 27T | Tűztorony Városháza Mária-szobor Szentháromság-szobor Posta Szent György-templom Scarbantia Régészeti Park                                                                                      |
| –             | –          | Várkerület, Árpád utca Várkerület 59. (Árpád utca)                                        | 12         | 4,9           | 1, 7, 7A, 7B, 7T, 10, 10B, 10Y, 27, 27A, 27B, 27T | Tűztorony Városháza Mária-szobor Szentháromság-szobor Posta Szent György-templom Scarbantia Régészeti Park                                                                                      |
| 2,5           | 6          | Várkerület, Ötvös utca Várkerület 87. (Ötvös utca)                                        | 11         | 4,6           | 1, 3Y, 4, 5, 5A, 5B, 5T, 7, 7A, 7B, 7T, 10, 10B, 10Y, 11, 11A, 11B, 11Y, 12, 12B, 13B, 14, 14B, 15, 15A, 27, 27A, 27B, 27T, 27Y, 32, 33                                          | Liszt Ferenc Konferencia- és Kulturális Központ Soproni Petőfi Színház Posta Soproni Szent Júdás Tádé-templom SOE Lámfalussy Sándor Közgazdaságtudományi Kar Európa leghosszabb tere – Deák tér |
| 2,9           | 7          | Erzsébet utca                                                                             | –          | –             | 1, 3Y, 4, 5, 5A, 5B, 5T, 7, 7A, 7B, 7T, 10, 10B, 10Y, 11, 11A, 11B, 11Y, 12, 12B, 13B, 14, 14B, 15, 15A, 27, 27A, 27B, 27T, 27Y, 32, 33                                          | Liszt Ferenc Konferencia- és Kulturális Központ Soproni Petőfi Színház Posta Soproni Szent Júdás Tádé-templom SOE Lámfalussy Sándor Közgazdaságtudományi Kar Európa leghosszabb tere – Deák tér |
| –             | –          | Mátyás király utca, Deák tér                                                              | 10         | 4,3           | 1, 3Y, 4, 5, 5A, 5B, 5T, 7, 7A, 7B, 7T, 10, 10B, 10Y, 11, 11A, 11B, 11Y, 12, 12B, 27Y, 32                                                                                        | Liszt Ferenc Konferencia- és Kulturális Központ Soproni Petőfi Színház Posta Soproni Szent Júdás Tádé-templom SOE Lámfalussy Sándor Közgazdaságtudományi Kar Európa leghosszabb tere – Deák tér |
| 3,5           | 9          | GYSEV pályaudvar                                                                          | 9          | 4,1           | 1, 3Y, 4, 5, 5A, 5T, 7, 7A, 7B, 7T, 10, 10B, 10Y, 11, 11A, 11B, 11Y, 12, 12B, 22, 27, 27A, 27B, 27T, 27Y, 32 Helyközi és távolsági autóbuszjáratok                               | Sopron vasútállomás GYSEV Zrt. SPAR szupermarket |
| 3,9           | 11         | Csengery utca, Elzett-udvar                                                               | 8          | 3,7           | 1, 3Y, 4, 10, 10B, 10Y, 11Y, 12, 12B | Soproni Kereskedelmi és Iparkamara Európa leghosszabb tere – Deák tér |
| 4,4           | 12         | Frankenburg úti aluljáró                                                                  | 7          | 3,3           | 1, 3Y, 4, 10, 10B, 10Y | Soproni Kereskedelmi és Iparkamara Európa leghosszabb tere – Deák tér |
| –             | –          | Ady Endre út, Erzsébet-kert                                                               | 6          | 2,8           | 1, 3Y, 10, 10B, 10Y | Erzsébet-kert |
| 5,3           | 14         | Bajcsy-Zsilinszky utca, egyetem                                                           | –          | –             | 1 | Soproni Egyetem |
| –             | –          | Cseresznye sor                                                                            | 5          | 2,4           | 1 | SOE Egyetemi Élő Növénygyűjtemény (Botanikus kert) |
| 5,6           | 15         | Mikoviny utca, Hóvirág utca Hóvirág utca (pedagógusotthon) Mikoviny utca, pedagógusotthon | –          | –             | 1 | SOE Egyetemi Élő Növénygyűjtemény (Botanikus kert) |
| –             | –          | Lőver uszoda                                                                              | 4          | 1,7           | 1 | Lőver uszoda |
| 6,0           | 16         | Mikoviny utca, sporttelep Mikoviny utca, Lokomotív Szálló                                 | –          | –             | 1 | SVSE sporttelep |
| –             | –          | Hotel Szieszta Hotel Maróni                                                               | 3          | 0,9           | 1 | Sörházdombi kilátó |
| 6,4           | 17         | Manninger utca                                                                            | –          | –             | 1 | |
| 6,9           | 18         | Citadella park Camping, bejárati út                                                       | –          | –             | 1 | Citadella park Lővér kemping (VOLT Fesztivál) |
| –             | –          | Diána panzió Gyermekszanatórium                                                           | 2          | 0,6           | 1 | |
| 7,3           | 19         | Lőver körút, Vas Gereben utca Lővér körút 33. Hotel Szilenció                             | –          | –             | 1 | Lővér kemping (VOLT Fesztivál) |
| 7,8           | 20         | Állami szanatórium                                                                        | 1          | 0,2           | 1 | Soproni Rehabilitációs Gyógyintézet |
| 8,1           | 21         | Lőver szálló                                                                              | 0          | 0             | 1 | Károly-kilátó Lővér kalandpark Lővér Alpin Park |